# 1947年
1947年（1947 ねん）は、西暦（グレゴリオ暦）による、水曜日から始まる平年。昭和22年。
この項目では、国際的な視点に基づいた1947年について記載する。

## 他の紀年法
- 干支：丁亥（ひのと い）
- 日本（月日は一致）
  - 昭和22年
  - 皇紀2607年
- 中国（月日は一致）
  - 中華民国：中華民国36年
- 朝鮮（月日は一致）
  - 檀紀4280年
  - 主体36年
- 仏滅紀元：2489年 - 2490年
- イスラム暦：1366年2月8日 - 1367年2月17日
- ユダヤ暦：5707年4月9日 - 5708年4月18日
- 修正ユリウス日(MJD)：32186 - 32550
- リリウス日(LD)：133027 - 133391

※檀紀は、大韓民国で1948年に法的根拠を与えられたが、1962年からは公式な場では使用されていない。

※主体暦は、朝鮮民主主義人民共和国で1997年に制定された。

## カレンダー
| 1月 |    |    |    |    |    |    |
| 日  | 月 | 火 | 水 | 木 | 金 | 土 |
|     |    |    | 1  | 2  | 3  | 4  |
| 5   | 6  | 7  | 8  | 9  | 10 | 11 |
| 12  | 13 | 14 | 15 | 16 | 17 | 18 |
| 19  | 20 | 21 | 22 | 23 | 24 | 25 |
| 26  | 27 | 28 | 29 | 30 | 31 |    |
|     |    |    |    |    |    |    |

| 2月 |    |    |    |    |    |    |
| 日  | 月 | 火 | 水 | 木 | 金 | 土 |
|     |    |    |    |    |    | 1  |
| 2   | 3  | 4  | 5  | 6  | 7  | 8  |
| 9   | 10 | 11 | 12 | 13 | 14 | 15 |
| 16  | 17 | 18 | 19 | 20 | 21 | 22 |
| 23  | 24 | 25 | 26 | 27 | 28 |    |
|     |    |    |    |    |    |    |

| 3月 |    |    |    |    |    |    |
| 日  | 月 | 火 | 水 | 木 | 金 | 土 |
|     |    |    |    |    |    | 1  |
| 2   | 3  | 4  | 5  | 6  | 7  | 8  |
| 9   | 10 | 11 | 12 | 13 | 14 | 15 |
| 16  | 17 | 18 | 19 | 20 | 21 | 22 |
| 23  | 24 | 25 | 26 | 27 | 28 | 29 |
| 30  | 31 |    |    |    |    |    |
|     |    |    |    |    |    |    |

| 4月 |    |    |    |    |    |    |
| 日  | 月 | 火 | 水 | 木 | 金 | 土 |
|     |    | 1  | 2  | 3  | 4  | 5  |
| 6   | 7  | 8  | 9  | 10 | 11 | 12 |
| 13  | 14 | 15 | 16 | 17 | 18 | 19 |
| 20  | 21 | 22 | 23 | 24 | 25 | 26 |
| 27  | 28 | 29 | 30 |    |    |    |
|     |    |    |    |    |    |    |

| 5月 |    |    |    |    |    |    |
| 日  | 月 | 火 | 水 | 木 | 金 | 土 |
|     |    |    |    | 1  | 2  | 3  |
| 4   | 5  | 6  | 7  | 8  | 9  | 10 |
| 11  | 12 | 13 | 14 | 15 | 16 | 17 |
| 18  | 19 | 20 | 21 | 22 | 23 | 24 |
| 25  | 26 | 27 | 28 | 29 | 30 | 31 |
|     |    |    |    |    |    |    |

| 6月 |    |    |    |    |    |    |
| 日  | 月 | 火 | 水 | 木 | 金 | 土 |
| 1   | 2  | 3  | 4  | 5  | 6  | 7  |
| 8   | 9  | 10 | 11 | 12 | 13 | 14 |
| 15  | 16 | 17 | 18 | 19 | 20 | 21 |
| 22  | 23 | 24 | 25 | 26 | 27 | 28 |
| 29  | 30 |    |    |    |    |    |
|     |    |    |    |    |    |    |

| 7月 |    |    |    |    |    |    |
| 日  | 月 | 火 | 水 | 木 | 金 | 土 |
|     |    | 1  | 2  | 3  | 4  | 5  |
| 6   | 7  | 8  | 9  | 10 | 11 | 12 |
| 13  | 14 | 15 | 16 | 17 | 18 | 19 |
| 20  | 21 | 22 | 23 | 24 | 25 | 26 |
| 27  | 28 | 29 | 30 | 31 |    |    |
|     |    |    |    |    |    |    |

| 8月 |    |    |    |    |    |    |
| 日  | 月 | 火 | 水 | 木 | 金 | 土 |
|     |    |    |    |    | 1  | 2  |
| 3   | 4  | 5  | 6  | 7  | 8  | 9  |
| 10  | 11 | 12 | 13 | 14 | 15 | 16 |
| 17  | 18 | 19 | 20 | 21 | 22 | 23 |
| 24  | 25 | 26 | 27 | 28 | 29 | 30 |
| 31  |    |    |    |    |    |    |
|     |    |    |    |    |    |    |

| 9月 |    |    |    |    |    |    |
| 日  | 月 | 火 | 水 | 木 | 金 | 土 |
|     | 1  | 2  | 3  | 4  | 5  | 6  |
| 7   | 8  | 9  | 10 | 11 | 12 | 13 |
| 14  | 15 | 16 | 17 | 18 | 19 | 20 |
| 21  | 22 | 23 | 24 | 25 | 26 | 27 |
| 28  | 29 | 30 |    |    |    |    |
|     |    |    |    |    |    |    |

| 10月 |    |    |    |    |    |    |
| 日   | 月 | 火 | 水 | 木 | 金 | 土 |
|      |    |    | 1  | 2  | 3  | 4  |
| 5    | 6  | 7  | 8  | 9  | 10 | 11 |
| 12   | 13 | 14 | 15 | 16 | 17 | 18 |
| 19   | 20 | 21 | 22 | 23 | 24 | 25 |
| 26   | 27 | 28 | 29 | 30 | 31 |    |
|      |    |    |    |    |    |    |

| 11月 |    |    |    |    |    |    |
| 日   | 月 | 火 | 水 | 木 | 金 | 土 |
|      |    |    |    |    |    | 1  |
| 2    | 3  | 4  | 5  | 6  | 7  | 8  |
| 9    | 10 | 11 | 12 | 13 | 14 | 15 |
| 16   | 17 | 18 | 19 | 20 | 21 | 22 |
| 23   | 24 | 25 | 26 | 27 | 28 | 29 |
| 30   |    |    |    |    |    |    |
|      |    |    |    |    |    |    |

| 12月 |    |    |    |    |    |    |
| 日   | 月 | 火 | 水 | 木 | 金 | 土 |
|      | 1  | 2  | 3  | 4  | 5  | 6  |
| 7    | 8  | 9  | 10 | 11 | 12 | 13 |
| 14   | 15 | 16 | 17 | 18 | 19 | 20 |
| 21   | 22 | 23 | 24 | 25 | 26 | 27 |
| 28   | 29 | 30 | 31 |    |    |    |
|      |    |    |    |    |    |    |

## できごと

### 1月
- 1月1日
  - 米英仏ソ4国による分割占領下のドイツにて、英米統合占領区域（いわゆる「バイゾーン」）が成立[1][2]。
  - イギリス政府、石炭産業および電気通信産業を国有化[3]。
- 1月7日 - トルーマン米大統領、ジョージ・マーシャルを国務長官に任命[4]。21日就任[5]
- 1月22日 - フランスでラマディエ内閣成立
- 1月1日から7日 - 上野駅地下通路で浮浪者11人が凍死[6]。

### 2月
- 2月12日 - シホテアリニ隕石落下
- 2月23日 - 国際標準化機構 (ISO) 設立
- 2月28日 - 台湾で二・二八事件が勃発

### 3月
- 3月1日 - 国際通貨基金 (IMF)、操業を開始[7]
- 3月8日 - 戦後初の国際婦人デー
- 3月10日 - 米国、イギリス、フランス、ソ連の4か国による外相会談をモスクワで開催。ドイツやオーストリアとの講和問題などについて討議するも、ほとんどの議題について結論を先送りに[8]（ - 4月24日[9]）
- 3月11日 - GHQ: ドル換算率を15円から50円に引上げ
- 3月12日 - トルーマン米大統領、上下両院合同会議に出席。トルーマン・ドクトリンを発表し、ギリシャおよびトルコへの援助を議会に要請[10]
- 3月15日 東京都区部が従来の35区から22区に再編され、その後、同年5月3日施行の地方自治法により特別区となった。
- 3月29日 - ヘクラ火山（アイスランド）が噴火

### 4月
- 4月5日 - 第1回統一地方選挙
- 4月28日 - トール・ヘイエルダールらがインカ文明がイースター島に伝播したとする仮説を証明するため、大型筏「コンティキ号」でペルーのカヤオ港を出港

### 5月
- 5月3日 - 日本において日本国憲法施行
- 5月4日 - フランス首相ラマディエ、ルノーの労働争議問題に絡み意見の対立した共産党員閣僚（5名）を全員罷免[11]
- 5月22日 - 米国でギリシャ・トルコ援助法成立[12]
- 5月30日 - イタリア首相デ・ガスペリ、共産党員を排除した内閣改造を実施。第4次デ・ガスペリ内閣成立[13]

### 6月
- 6月5日 - アメリカ合衆国のジョージ・マーシャル国務長官が欧州復興計画（マーシャル・プラン）を発表[14]
- 6月23日 - 米国で1947年労使関係法、通称「タフト＝ハートリー法」成立。議会上院採決で賛成68票、反対25票。[15]。60日後の8月22日施行[16]
- 6月24日 - ケネス・アーノルド事件（UFOの日）
- 6月25日 - イタリアのエンリコ・デ・ニコラ大統領、後任の決定を待たずに突如辞職[17]。翌日の議会投票の結果、431票中405票の賛成で再選[18]

### 7月
- 7月2日 - ロズウェル事件
- 7月12日 - 第1回欧州復興会議をパリで開催。16か国が参加し、マーシャル・プラン受け入れについて討議。同日、欧州経済協力委員会 (CEEC) を設立[19]
- 7月15日 - イギリス、英米金融協定に基づきポンドの交換性回復を宣言[20]（8月20日に停止[21]）

### 8月
- 8月15日 - インドがパキスタンを分離し独立
- 8月22日 - ハンガリーで総選挙実施。共産党が第3党から第1党に躍進[22]

### 9月
- 9月1日 - 長崎自動車車掌殉職事件
- 9月10日 - ドイツの作家集団「47年グループ」が初会合
- 9月18日 - 米国で国防総省（ペンタゴン）と中央情報局（CIA）が正式に発足

### 10月
- 10月4日 - 日本占領の英国軍が引揚げを発表
- 10月5日 - コミンフォルム設置発表[23]
- 10月14日 - アメリカの『ベルX-1』が水平飛行で音速を突破
- 10月30日 - 23カ国が関税および貿易に関する一般協定 (GATT) に調印。翌年1月1日発効[24]
- 10月 - ナヴォイ劇場完成

### 11月
- 11月6日 - NBC「ミート・ザ・プレス」放送開始、世界一現存する最長寿の番組
- 11月7日 - ルーマニアで共産党が政権を掌握[25]
- 11月20日 - イギリスの王位継承者・エリザベス王女が、ギリシャ王子フィリッポス（フィリップ）と結婚
- 11月29日 - 国連総会でパレスチナの分割案が採択（パレスチナ分割決議・国連決議181号）
- 11月29日 - ミーチャック村虐殺が起きる

### 12月
- 12月30日 - 東京音楽学校の学徒出陣から生還した学生たちが共に出征し、生還が叶わなかった学生たちの追悼式を日比谷公会堂で行う。この時演奏されたのが4年前の12月、同学校の学徒出陣壮行会でも演奏されたベートーヴェンの交響曲第9番であった。この出来事が現在でも日本の年末には第九の演奏会が多く開かれるきっかけとなったというのが有力な説である。

### 日付不詳
- 6月末 - 『フォーリン・アフェアーズ』誌7月号、ジョージ・F・ケナンの論文「ソヴィエトの行動の源泉（いわゆる「X論文」）」を掲載[26]
- エンツォ・フェラーリが小型スポーツカーを製作（現・車会社フェラーリの始まり）
- 日本ペンクラブが国際ペンクラブに復帰
- 戦後初の語劇祭が開催
- シャンメリーが発明される

## 芸術・文化

### 映画
- 黒水仙（監督：マイケル・パウエル、エメリック・プレスバーガー）
- ファン・アンド・ファンシー・フリー

## 誕生

### 1月
- 1月1日 - ジョン・コーザイン、第54代ニュージャージー州知事
- 1月5日 - 高田美和、女優
- 1月8日 - デヴィッド・ボウイ、ミュージシャン（+ 2016年）
- 1月9日 - 岸部一徳、俳優
- 1月10日 - 谷畑孝、政治家
- 1月11日 - 穀田恵二、政治家
- 1月12日 - 橋本大二郎、高知県知事
- 1月12日 - ジーン・マーチン、元プロ野球選手
- 1月13日 - 矢代まさこ、漫画家
- 1月15日 - トニー・ソレイタ、元プロ野球選手（+ 1990年）
- 1月16日 - 加藤哲郎、政治学者
- 1月18日 - 衣笠祥雄、元プロ野球選手（+ 2018年）
- 1月18日 - ビートたけし、映画監督、コメディアン
- 1月21日 - 高田純次、俳優、タレント
- 1月21日 - ボブ・レイノルズ、元プロ野球選手
- 1月22日 - 星野仙一、元プロ野球選手・元プロ野球監督・野球解説者（+ 2018年[27]）
- 1月22日 - 帚木蓬生、小説家・精神科医
- 1月23日 - メガワティ・スティアワティ・スカルノプトゥリ、政治家、インドネシア第5代大統領
- 1月24日 - 尾崎将司、プロゴルファー、プロ野球選手
- 1月25日 - トスタン、元サッカー選手
- 1月26日 - 田中亮一、声優
- 1月26日 - パトリック・ドベール、俳優（+ 1982年）
- 1月29日 - リンダ・バック、生物学者、2004年ノーベル生理学・医学賞
- 1月31日 - 加古隆、作曲家・ピアニスト
- 1月31日 - ノーラン・ライアン、元メジャーリーガー
- 1月31日 - 岡田広、政治家

### 2月
- 2月5日 - 西郷輝彦、俳優・歌手（+ 2022年）
- 2月5日 - 弘田三枝子、歌手 (+ 2020年[28][29])
- 2月10日 - 円より子、政治家
- 2月11日 - 鳩山由紀夫、政治家
- 2月11日 - 松岡きっこ、女優・タレント
- 2月13日 - タチアナ・タラソワ、フィギュアスケート選手
- 2月18日 - 奥村チヨ、歌手
- 2月21日 - 井上順、俳優、歌手
- 2月22日 - 吉川惣司、アニメ監督、脚本家、アニメーター、舞台演出家
- 2月25日 - ジョルジュ・ドン、バレエダンサー（+ 1992年）
- 2月27日 - ギドン・クレーメル、ヴァイオリニスト

### 3月
- 3月1日 - テリー・レイ、元プロ野球選手
- 3月2日 - 三遊亭小遊三、落語家
- 3月2日 - ハリー・レドナップ、元サッカー選手、サッカー指導者
- 3月4日 - ガンナー・ハンセン、俳優（+ 2015年）
- 3月5日 - 栗原はるみ、料理研究家
- 3月6日 - キラー・カーン、プロレスラー(＋2023年)
- 3月6日 - 宮本輝、作家
- 3月7日 - ヴァルター・ロール、ラリードライバー
- 3月14日 - 相原久美子、政治家
- 3月19日 - ゲーリー・ジェスター、元プロ野球選手
- 3月20日 - 景山民夫、作家（+ 1998年）
- 3月21日 - 加藤和彦、音楽プロデューサー、作曲家（+ 2009年）
- 3月21日 - 平野レミ、シャンソン歌手、料理研究家
- 3月24日 - 梶芽衣子、女優
- 3月25日 - エルトン・ジョン、ミュージシャン
- 3月25日 - ポール・レヴィンソン、小説家、社会学者
- 3月26日 - 寺田陽次郎、レーシングドライバー
- 3月27日 - 阿部成宏、元プロ野球選手
- 3月30日 - 津島佑子、作家（+ 2016年）

### 4月
- 4月1日 - 今川憲英、建築構造家
- 4月4日 - サルヴァトーレ・シャリーノ、作曲家
- 4月5日 - グロリア・アロヨ、第14代フィリピン大統領
- 4月6日 - 伊東ゆかり、歌手
- 4月7日 - フローリアン・シュナイダー、フルート奏者
- 4月8日 - 千昌夫、歌手
- 4月8日 - 侯孝賢、映画監督
- 4月12日 - 辺真一、ジャーナリスト
- 4月14日 - 弥永和子、女優、声優（+ 2014年）
- 4月15日 - 渋谷幸春、元プロ野球選手
- 4月16日 - カリーム・アブドゥル・ジャバー、元バスケットボール選手
- 4月17日 - 若松勉、元プロ野球選手、元プロ野球監督、野球解説者
- 4月19日 - マレイ・ペライア、ピアニスト、指揮者
- 4月24日 - ロジャー・コーンバーグ、科学者
- 4月25日 - ヨハン・クライフ、元サッカー選手、サッカー指導者（+ 2016年）

### 5月
- 5月2日 - ジェームズ・ダイソン、工学デザイナー、ダイソン社創業者
- 5月4日 - シーダ・スコチポル、社会学者、政治学者
- 5月5日 - 佐藤道郎、元プロ野球選手
- 5月5日 - 伴大介、俳優
- 5月6日 - ロナルド・リベスト、暗号学者
- 5月7日 - 佐々木剛、俳優
- 5月7日 - 前田睦彦、元スピードスケート選手
- 5月8日 - 細川匡、デリカウィング会長
- 5月10日 - 山口果林、女優
- 5月10日 - 山本寛、元プロ野球選手
- 5月10日 - マリオン・ラムジー、女優、歌手（+ 2021年）
- 5月11日 - 藤原誠、歌手（+ 没年不明）
- 5月11日 - ブリジット・フォッセー、女優
- 5月12日 - ズデネク・ゼーマン、サッカー指導者
- 5月16日 - 信澤三惠子、女優、声優
- 5月18日 - 寺尾聰、俳優、歌手
- 5月18日 - ヒュー・キース・バーン、俳優（+ 2020年）
- 5月19日 - デイヴィッド・ヘルフゴット、ピアニスト
- 5月20日 - ポール・ハースト、社会学者（+ 2003年）
- 5月21日 - ペッカ・サンマッラハティ、言語学者
- 5月23日 - バーナード・コムリー、言語学者
- 5月25日 - 小倉智昭、フリーアナウンサー、ラジオパーソナリティ、タレント(＋2024年)
- 5月26日 - ダレル・エバンス、メジャーリーガー
- 5月27日 - 植田まさし、漫画家
- 5月27日 - 薩摩剣八郎、スーツアクター
- 5月28日 - はるき悦巳、漫画家

### 6月
- 6月5日 - デヴィッド・ヘアー、劇作家・映画監督・脚本家
- 6月5日 - 松本幸行、元プロ野球選手
- 6月7日 - ドン・マネー、元プロ野球選手
- 6月7日 - ジム・レドモン、元プロ野球選手
- 6月10日 - 五十嵐一、中東・イスラーム研究者（+ 1991年）
- 6月10日 - ひし美ゆり子、女優
- 6月11日 - ボブ・エバンス、元F1ドライバー
- 6月13日 - 木樽正明、元プロ野球選手
- 6月14日 - 宮内洋、アクション俳優
- 6月15日 - アラン・アスペ、物理学者
- 6月16日 - 武論尊（史村翔）、漫画原作者
- 6月18日 - 中西輝政、国際政治学者
- 6月19日 - サルマン・ラシュディ、作家
- 6月19日 - フレディ・ヘッド、元騎手・調教師
- 6月21日 - 秋元順子、歌手
- 6月22日 - オクティヴィア・E・バトラー、SF作家（+ 2006年）
- 6月22日 - ピート・マラビッチ、元バスケットボール選手（+ 1988年）
- 6月22日 - ジェリー・ローリングス、ガーナ共和国の第8代国家元首、第10代国家元首、第4共和政の初代大統領
- 6月25日 - 本宮ひろ志、漫画家
- 6月27日 - ハンス・オフト、元サッカー選手、元サッカー監督
- 6月28日 - ドロシー・アンステット、1968年ミスUSA
- 6月28日 - ロビン・ダンバー、人類学者・進化生物学者
- 6月30日 - マーティン・ショー、政治学者・社会学者

### 7月
- 7月1日 - 星野一義、元レーシングドライバー
- 7月3日 - リエコ・イングリッシュ、プレイメイト
- 7月4日 - 大久保昌一良、脚本家（+ 2011年）
- 7月5日 - ソニー・ラブ＝タンシ、作家（+ 1995年）
- 7月7日 - ギャネンドラ・ビール・ビクラム・シャハ、第12代ネパール国王
- 7月9日 - O・J・シンプソン、アメリカンフットボール選手、俳優（+ 2024年）
- 7月9日 - 細野晴臣、ミュージシャン
- 7月12日 - 荒俣宏、小説家・翻訳家
- 7月14日 - ダニー・ウォルトン、元プロ野球選手（+ 2017年）
- 7月14日 - スティーブ・ストーン、メジャーリーガー
- 7月17日 - カミラ、イギリス・英連邦王国王妃
- 7月19日 - 天木直人、作家、元外交官
- 7月19日 - ブライアン・メイ、ミュージシャン（クイーンのギタリスト）
- 7月19日 - 安岡力也、俳優（+ 2012年）
- 7月19日 - バーニー・レドン、ミュージシャン（元イーグルス）
- 7月20日 - カルロス・サンタナ、ミュージシャン（サンタナ）
- 7月22日 - 江本孟紀、元プロ野球選手（東映・南海・阪神）・野球解説者
- 7月22日 - ドン・ヘンリー、ミュージシャン（イーグルス）
- 7月24日 - 井上義久、政治家
- 7月24日 - 木森敏之、作曲家（+ 1988年）
- 7月24日 - ピーター・ゼルキン、ピアニスト(+ 2020年)
- 7月26日 - 松岡弘、元プロ野球選手・野球解説者
- 7月27日 - 三浦和義、実業家・タレント・作家（+ 2008年）
- 7月29日 - 安奈淳、女優
- 7月29日 - せんだみつお、俳優・コメディアン
- 7月30日 - 古賀一成、政治家
- 7月30日 - 西岸良平、漫画家
- 7月30日 - アーノルド・シュワルツェネッガー、俳優・カリフォルニア州知事
- 7月30日 - フランソワーズ・バレ＝シヌシ、ウイルス学者
- 7月31日 - 和泉雅子、女優・冒険家
- 7月31日 - 山崎照朝、空手家・元キックボクサー・国際武道空手連盟逆真会館館長・格闘技評論家

### 8月
- 8月1日 - トニー・ミューサー、元プロ野球選手
- 8月5日 - 宇佐美敏晴、プロ野球選手（+ 2018年）
- 8月6日 - 高橋克彦、小説家
- 8月6日 - 山崎洋子、作家
- 8月6日 - ムハンマド・ナジーブッラー、アフガニスタンの政治家 (+ 1996年)
- 8月8日 - ホセ・クルーズ、メジャーリーガー
- 8月10日 - イアン・アンダーソン、ミュージシャン
- 8月11日 - 寺島実郎、経済学者
- 8月14日 - 谷口ジロー、漫画家（+ 2017年）
- 8月15日 - 目黒祐樹、俳優
- 8月21日 - 稲川淳二、タレント
- 8月22日 - 杉山知隆、元プロ野球選手
- 8月23日  - 一城みゆ希、声優（+ 2023年）
- 8月27日 - 青木和代、俳優・声優
- 8月27日 - 田中星児、歌手
- 8月29日 - ジェームス・ハント、F1レーサー（+ 1993年）
- 8月29日 - テンプル・グランディン、動物学者
- 8月30日 - 二世茂山七五三、狂言師、人間国宝。
- 8月31日 - 大島弓子、漫画家
- 8月31日 - アニマル浜口、プロレスラー

### 9月
- 9月2日 - 中原誠、将棋棋士
- 9月3日 - ジェラール・ウリエ、サッカー指導者（+ 2020年）
- 9月5日 - メル・コリンズ、サクソフォーン奏者・フルート奏者
- 9月5日 - 高山清司、ヤクザ
- 9月9日 - 弘兼憲史、漫画家
- 9月11日 - 泉ピン子、女優
- 9月14日 - ヴォルフガング・シュヴァルツ、フィギュアスケート選手
- 9月17日 - ちあきなおみ、歌手
- 9月19日 - 平松政次、元プロ野球選手
- 9月20日 - 小田和正、歌手
- 9月21日 - スティーヴン・キング、小説家
- 9月21日 - ドン・フェルダー、ミュージシャン（元イーグルス）
- 9月22日 - 谷沢健一、元プロ野球選手（中日）・野球解説者
- 9月24日 - 山岸凉子、漫画家
- 9月26日 - ジェイムズ・スウェアリンジェン、作曲家
- 9月27日 - ミートローフ、歌手（+ 2022年）
- 9月27日 - 星野薫、 元レーシングドライバー（+ 2022年）
- 9月28日 - 金田誠一、政治家
- 9月28日 - 鈴木啓示、元プロ野球選手（近鉄）・元プロ野球監督（近鉄）・野球解説者
- 9月30日 - 加藤千洋、ジャーナリスト

### 10月
- 10月1日 - マリスカ・ヴェレス、歌手（ショッキング・ブルー）（+ 2006年）
- 10月1日 - 神和住純、プロテニス選手
- 10月5日 - ブライアン・ジョンソン、歌手（AC/DC）
- 10月9日 - フランス・ギャル、歌手（+ 2018年[30]）
- 10月11日 - 糸数慶子、政治家
- 10月12日 - 林子祥、歌手・俳優
- 10月18日 - ローラ・ニーロ、ミュージシャン
- 10月19日 - 藤田平、元プロ野球選手（阪神）・元プロ野球監督（阪神）・野球解説者
- 10月20日 - ラファエル・バチスタ、元プロ野球選手（+ 2008年）
- 10月21日 - 蛭子能収、漫画家・タレント
- 10月21日 - 曽田博久、脚本家
- 10月25日 - 大和田伸也、俳優
- 10月26日 - 北方謙三、作家
- 10月26日 - ヒラリー・クリントン、ビル・クリントン夫人・ニューヨーク州選出の上院議員
- 10月28日 - 清水義範、小説家
- 10月30日 - ティモシー・シュミット、ミュージシャン（イーグルス）

### 11月
- 11月3日 - 皆川康夫、元プロ野球選手
- 11月4日 - 西田敏行、俳優(+2024年)
- 11月4日 - アレクセイ・ウラノフ、フィギュアスケート選手
- 11月6日 - 広瀬正志、声優
- 11月6日 - クリス・アーノルド、元プロ野球選手
- 11月7日 - 福本豊、元プロ野球選手（阪急）、野球解説者
- 11月8日 - 尾高忠明、指揮者
- 11月12日 - 太田治子、小説家
- 11月14日 - バックウィート・ザディコ、ミュージシャン（+ 2016年[31]）
- 11月15日 - ボヤン・クライツァ、チェス選手
- 11月18日 - 森進一、演歌歌手
- 11月19日 - 水谷実雄、元プロ野球選手(+ 2025年)
- 11月19日 - ボブ・ブーン、メジャーリーガー
- 11月20日 - ジョー・ウォルシュ、ミュージシャン（イーグルス）
- 11月23日 - 坂井利郎、テニス選手
- 11月28日 - 渡辺篤史、俳優
- 11月28日 - 藤本和宏、元プロ野球選手
- 11月30日 - ジェフ・リン、ミュージシャン
- 11月30日 - デヴィッド・マメット、劇作家、脚本家、演出家、映画監督

### 12月
- 12月1日 - 根津甚八、俳優（+ 2016年）
- 12月2日 - アンディ・ロウズ、イギリスのレーシングドライバー
- 12月3日 - ウェイン・ギャレット、元プロ野球選手
- 12月3日 - 松あきら、政治家・女優
- 12月4日 - 安田好弘、弁護士
- 12月5日 - エグベルト・ジスモンチ、マルチ楽器奏者・作曲家・編曲家・音楽プロデューサー
- 12月7日 - ジョニー・ベンチ、元メジャーリーガー
- 12月8日 - 別所キミヱ、パラ卓球選手
- 12月9日 - 安彦良和、アニメデザイナー・漫画家
- 12月13日 - 山上たつひこ、漫画家・小説家
- 12月14日 - ジルマ・ルセフ、政治家、第36代ブラジル大統領
- 12月15日 - 立松和平、作家（+ 2010年）
- 12月16日 - ベン・クロス、俳優（+ 2020年）
- 12月17日 - 今野東、政治家（+ 2013年）
- 12月18日 - 赤嶺政賢、政治家
- 12月18日 - 池田理代子、漫画家
- 12月18日 - 布施明、歌手
- 12月20日 - 大矢明彦、元プロ野球選手（ヤクルト）・元プロ野球監督（横浜）・野球解説者
- 12月22日 - 塚原光男、元体操競技選手
- 12月24日 - 柏木由紀子、女優
- 12月26日 - 大河原邦男、メカニックデザイナー
- 12月26日 - カールトン・フィスク、元メジャーリーガー
- 12月29日 - コージー・パウエル、ミュージシャン、ドラマー（+ 1998年）

### 誕生日不詳
- 岡部憲明、建築家

## 死去
- 1月5日 - 永野修身、日本海軍軍人（* 1880年）
- 1月9日 - 掛谷宗一、数学者（* 1886年）
- 1月9日 - カール・マンハイム、社会学者（* 1893年）
- 1月10日 - 織田作之助、小説家（* 1913年）
- 1月19日 - 石原純、理論物理学者（* 1881年）
- 1月20日 - ジョシュ・ギブソン、野球選手（* 1911年）
- 1月23日 - ピエール・ボナール、画家（* 1867年）
- 1月25日 - アル・カポネ、ギャング（* 1899年）
- 1月26日 - ジョン・スミス・フレット、地質学者（* 1869年）
- 1月27日 - レイナルド・アーン、作曲家（* 1874年）
- 2月4日 - ルイージ・ルッソロ、画家・作曲家（* 1885年）
- 2月24日 - ジャック・グラスコック、メジャーリーガー（* 1857年）
- 3月5日 - アルフレード・カゼッラ、作曲家・ピアニスト（* 1883年）
- 3月6日 - ハルフォード・マッキンダー、地政学者・政治家（* 1861年）
- 3月18日 - ウィリアム・C・デュラント、ゼネラルモーターズ創業者（* 1861年）
- 3月28日 - ジョニー・エバース、メジャーリーガー（* 1881年）
- 3月29日 - ウィリアム・ベリマン・スコット、古生物学者（* 1858年）
- 4月4日 - ジェイムズ・ガスコイン＝セシル (第4代ソールズベリー侯爵)、イギリスの政治家・貴族（* 1861年）
- 4月7日 - ヘンリー・フォード、自動車業界の先駆者、フォードを創業[32]（* 1863年）
- 4月18日 - ヨゼフ・ティソ、第二次世界大戦期のスロバキアの指導者（* 1887年）
- 4月23日 - エドゥアール・シャットン、動物学者・海洋生物学者（* 1883年）
- 4月29日 - 渋沢智雄、実業家（* 1901年）
- 4月30日 - イングバル・ブリン、フィギュアスケート選手（* 1881年）
- 5月18日 - ハル・チェイス、メジャーリーガー（* 1883年）
- 5月20日 - 北野恒富、日本画家（* 1880年）
- 5月31日 - アンリ・カサドシュ、ヴィオラ奏者（* 1879年）
- 6月13日 - アルベール・マルケ、画家（* 1875年）
- 6月23日 - 黒沢俊夫、プロ野球選手（* 1914年）
- 7月13日 - 野口米次郎、英詩人（* 1875年）
- 7月19日 - アウン・サン、ビルマ（現ミャンマー）の独立運動家（* 1915年）
- 7月30日 - 幸田露伴、小説家（* 1867年）
- 8月3日 - ビック・ウィリス、メジャーリーガー（*1876年）
- 8月9日 - レジナルド・インズ・ポコック、動物学者（* 1863年）
- 8月11日 - ハリー・デービス、メジャーリーガー（* 1873年）
- 8月13日 - 伊波普猷、民族学者・啓蒙家（* 1876年）
- 8月17日 - エウシェン、スウェーデンの王族（* 1865年）
- 9月14日 - 中村大三郎、日本画家（* 1898年）
- 9月25日 - 清水澄、法学博士・枢密院議長（* 1868年）
- 9月26日 - ヒュー・ロフティング、児童文学作家（* 1886年）
- 10月4日 - マックス・プランク、物理学者（* 1858年）
- 10月17日 - エルズワース・ハンティントン、地理学者（* 1876年）
- 11月12日 - 山本達雄、政治家・第5代日本銀行総裁（* 1856年）
- 11月19日 - 高勢実乗、俳優（* 1897年）
- 11月20日 - ヴォルフガング・ボルヒェルト、小説家・劇作家・詩人（* 1920年）
- 11月28日 - イェオリ・シュネーヴォイクト、指揮者・チェリスト（* 1872年）
- 12月1日 - アレイスター・クロウリー、神秘主義者（* 1875年）
- 12月6日 - 小林萬吾、洋画家（* 1870年）
- 12月13日 - ニコライ・リョーリフ、画家（* 1874年）
- 12月21日 - 島田俊雄、政治家、元衆議院議長（* 1877年）
- 12月27日 - ヨハネス・ヴィンクラー、宇宙工学者（* 1897年）
- 12月30日 - アルフレッド・ノース・ホワイトヘッド、哲学者・数学者（* 1861年）
- 12月30日 - 横光利一、小説家（* 1898年）
- 12月30日 - ハン・ファン・メーヘレン、画家・画商（* 1889年）

## ノーベル賞
- 物理学賞 - エドワード・アップルトン（イギリス）
- 化学賞 - ロバート・ロビンソン（イギリス）
- 生理学・医学賞 - カール・コリ（アメリカ）、ゲルティー・コリ（アメリカ）、バーナード・ウッセイ（アルゼンチン）
- 文学賞 - アンドレ・ジッド（フランス）
- 平和賞 - アメリカ・フレンズ奉仕団、イギリス・フレンズ協議会